# Pedro de Vandelvira
Pedro de Vandelvira, supuesto arquitecto y padre de Andrés de Vandelvira, es el resultado de un error cometido por Martín Jimena Jurado en el Catálogo de los Obispos de las Iglesias Catedral de la Diócesis de Jaén de 1654, donde confundió el nombre del arquitecto catedralicio, dándole el nombre de Pedro. Tomando esa información como punto de partida Antonio Ponz y Eugenio Llaguno y Amirola construyeron un personaje ficticio, al que suponían formado en Italia y atribuían la iniciación de muchas de las obras del hijo.